# Shaping Shuiku
Shaping Shuiku (kinesiska: 沙坪水库) är en reservoar i Kina. Den ligger i provinsen Fujian, i den sydöstra delen av landet, omkring 270 kilometer väster om provinshuvudstaden Fuzhou. Arean är 0,19 kvadratkilometer. I omgivningarna runt Shaping Shuiku växer i huvudsak blandskog. Den sträcker sig 0,9 kilometer i nord-sydlig riktning, och 0,5 kilometer i öst-västlig riktning.
Genomsnittlig årsnederbörd är 2 233 millimeter. Den regnigaste månaden är maj, med i genomsnitt 380 mm nederbörd, och den torraste är oktober, med 24 mm nederbörd.